# Les Trois-Châteaux
Les Trois-Châteaux é uma comuna francesa na região administrativa da Borgonha-Franco-Condado, no departamento de Jura. Estende-se por uma área de 19.28 km². Em 2010 a comuna tinha 779 habitantes (densidade: 40,4 hab./km²).
Foi criada em 1 de abril de 2016, a partir da fusão das antigas comunas de L'Aubépin, Chazelles e Nanc-lès-Saint-Amour (sede da comuna). Posteriormente, em 1 de janeiro de 2019, também incorporou a antiga comuna de Saint-Jean-d'Étreux.